# Le Pescher
Le Pescher (okzitanisch Lo Peschier) ist eine französische Gemeinde mit 358 Einwohnern (Stand 1. Januar 2022) im Département Corrèze  am westlichen Rand des Zentralmassivs. Die Einwohner nennen sich  Le Pescherois(es).

## Geografie
Tulle, die Präfektur des Départements, liegt ungefähr 30 Kilometer nördlich, Brive-la-Gaillarde etwa 24 Kilometer nordwestlich und Beaulieu-sur-Dordogne rund 16 Kilometer südöstlich. Der Ort selbst liegt am Fluss Sourdoire.

### Nachbargemeinden
Nachbargemeinden von Le Pescher sind Beynat im Norden, Lostanges im Osten und Südosten, Saint-Bazile-de-Meyssac im Südwesten, Lagleygeolle im Westen und Sérilhac im Nordwesten.

### Verkehr
Die Anschlussstelle 52 zur Autoroute A20 liegt etwa 29 Kilometer nordwestlich.

## Wappen
Beschreibung: Im gespaltenen Schild rechts in Gold drei schwarze Raben (Wappen des Adelsgeschlechts der Ornhac) und links in Grün drei silberne Balken mit einer silbernen Zahnung am oberen Schildrand (Wappen des Geschlechts Saint-Chamant).

## Bevölkerungsentwicklung
| Jahr      | 1962 | 1968 | 1975 | 1982 | 1990 | 1999 | 2007 | 2016 |
| Einwohner | 416  | 349  | 297  | 265  | 249  | 267  | 274  | 285  |